# Тремалья, Мирко
Мирко Тремалья (итал. Mirko Tremaglia; 17 ноября 1926, Бергамо, Италия — 30 декабря 2011, Бергамо, Италия) — итальянский политик правого направление, защитник прав итальянских эмигрантов во всем мире.

## Биография
Родился 17 ноября 1926 года в Бергамо.
В 1968 стал одним из основателей и руководителем Трёхцветного Комитета Итальянцев в Мире (Comitato Tricolore per gli Italiani nel Mondo, CTIM).
С 2001 по 2006 год был Министром Итальянцев в Мире (во втором и третьем правительстве Берлускони). По его инициативе в 2001 году был принят закон, давший избирательные права живущим за рубежом выходцам из Италии. Был депутатом с 1972 года и до самой смерти.
Был уважаемым политиком, к которому прислушивались и оппоненты. А для итальянских эмигрантов во всём мире защитником и радетелем.
Скончался 30 декабря 2011 года в Бергамо.